# Multiversalité
Le terme multiversalité peut avoir plusieurs significations:
1. La multiversalité est un néologisme que Raymond Sayegh substitue au concept d'universalité, compte tenu de la diversification des vérités et des modèles (adj. "multiversel"). Raymond Sayegh aborde la problématique de l'individu en société avec un regard original. Ses analyses sur le tabagisme, les modes, les sectes, le clonage, la politique française, l'informatique, les fonds juifs, etc., révèle un certain nombre de sophismes qui voilent la pensée. Selon Raymond Sayegh, même Si les droits de propriété sont écrits dans les chartes et déclarations des plus hautes instances internationales, les droits humains, impératifs sous certaines latitudes, niés sous d'autres, connaissent des fortunes diverses. La question de leur universalité ou de leur relativité aux temps et aux lieux n'est pas qu'un passe temps pour intellectuels en chambre. Les exemples cités sont les requêtes de l'islamisme, des ethnismes ou de ce qu'il reste de collectivismes qui soulignent au contraire l'acuité du problème. Ainsi que les délits et crimes contre l'humanité qui «ne sont pas systématiquement dénoncés, et ne donnent pas lieu à une intervention musclée de la part de certains États ou alliances d'États, selon que le pays désigné du doigt se trouve ou non dans le collimateur de ceux qui s'octroient le droit de porter l'uniforme de gendarmes internationaux?». 
L'absence ou les carences de la perception d'un objet n'autorisent pourtant pas à conclure à son inexistence. 
In fine, au problème de l'universalité posé au départ, Raymond Sayegh répond par un néologisme, la «multiversalité», censé concilier vision commune et approches plurielles (complexe, pensée complexe, transdisciplinaire). A sociétés différentes qui se complexifient, modèles politiques différents. Mais, comme le fait remarquer Raymond Sayegh, les efforts des médias, des philosophes, des sociologues et des juristes s'avèrent nécessaires pour mettre en évidence l'existence d'un socle de droits indérogeables. 
Détaillant les autres strates (Renaissance, Réformes, Lumières), Raymond Sayegh rencontre aussi les sources de contradictions toujours d'actualité. Le "droit des peuples à disposer d'eux-mêmes", dont se réclame par exemple la jeune république des États-Unis d'Amérique, est aujourd'hui réinvoqué à notre époque, dans maints pays issus de la décolonisation, pour refuser la conception "occidentale" des droits de tout être humain, de la démocratie, du parlementarisme. En proclamant, le 26 août 1789, la liberté et l'égalité de tous les citoyens (masculins), la Révolution française porte deux principes qui ne vont cesser de se faire concurrence. Les textes ultérieurs, particulièrement celui de l'assemblée générale de l'Onu adopté le 10 décembre 1948 (Droit de l'homme), seront tous marqués par la quête du compromis entre droits individuels et droits sociaux, droits de la personne (propriété) et droits de la communauté.

2. La multiversalité est un Concept élaboré par Damien Ehrhardt dans le contexte de l'après-modernité, combinant le préfixe multi- et la notion de "transversalité" (adj. "multiversal"). La "multiversalité" renvoie à une approche interculturelle/transculturelle/multiculturelle et interdisciplinaire/transdisciplinaire/multidisplinaire qui privilégie la créativité et le respect de la différence au seul progrès. 